# Селевино
Селевино — деревня в Клинском районе Московской области, в составе Городского поселения Клин. Население — 86 чел. (2010). До 2006 года Селевино входило в состав Ямуговского сельского округа.

## Расположение
Деревня расположена в центральной части района, примерно в 7 км к северу от города Клин, на безымянном левом притоке реки Сестры, высота центра над уровнем моря 156 м. Ближайшие населённые пункты — Бирево и Троицино — в 4,5 км на восток.

## Население
| 2002 | 2006 | 2010 |
| ---- | ---- | ---- |
| 24   | ↘15  | ↗86  |